# 8633 Keisukenagao
8633 Keisukenagao este un asteroid din centura principală de asteroizi.

## Descriere
8633 Keisukenagao este un asteroid din centura principală de asteroizi. A fost descoperit pe 16 martie 1981 la Siding Spring de Schelte J. Bus. Asteroidul prezintă o orbită caracterizată de o semiaxă mare de 3,14 ua, o excentricitate de 0,17 și o înclinație de 8,9° în raport cu ecliptica.